# D. J. Carton
Desi Justice "D. J." Carton (Pineville, Carolina del Norte; 5 de agosto de 2000) es un baloncestista estadounidense que se encuentra sin equipo. Con 1,91 metros de estatura, juega en la posición de base.

## Trayectoria deportiva

### Universidad
Jugó una temporada con los Buckeyes de la Universidad Estatal de Ohio, en las que promedió 10,4 puntos, 2,8 rebotes y 3 asistencias por partido. Al término de la temporada, optó por entrar en el portal de transferencias.
El 15 de abril de 2020 se comprometió a continuar su carrera en los Golden Eagles de la Universidad Marquette. Allí jugó una temporada más, promediando 13 puntos, 4,1 rebotes y 3,4 asistencias por partido. Después de la temporada, anunció que ingresaría al draft de la NBA y contrataría a un agente.

#### Estadísticas
| Año     | Equipo     | PJ | PT | MPP  | %TC  | %3P  | %TL  | RPP | APP | ROB | TPP | PPP  |
| ------- | ---------- | -- | -- | ---- | ---- | ---- | ---- | --- | --- | --- | --- | ---- |
| 2019–20 | Ohio State | 20 | 3  | 23.9 | .477 | .400 | .759 | 2.8 | 3.0 | .7  | .4  | 10.4 |
| 2020–21 | Marquette  | 27 | 24 | 31.1 | .446 | .282 | .743 | 4.1 | 3.4 | 1.1 | .4  | 13.0 |
| Total   | Total      | 47 | 27 | 28.0 | .457 | .322 | .748 | 3.5 | 3.2 | .9  | .4  | 11.9 |

### Profesional
Tras no ser elegido en el Draft de la NBA de 2021, firmó contrato con los Charlotte Hornets el 7 de agosto, pero fue despedido el 8 de octubre, antes del comienzo de la competición. El 24 de octubre firmó con el Greensboro Swarm como jugador afiliado. Allí jugó una temporada, en la que promedió 10,5 puntos, 3,3 rebotes y 3 asistencias por partido.
El 2 de noviembre de 2022, fue incluido en la lista de la noche inaugural de los Iowa Wolves. Acabó la temporada promediando 16,2 puntos y 5,7 asistencias por encuentro.
El 19 de octubre de 2023 fichó por los Minnesota Timberwolves, pero fue despedido al día siguiente. El 29 de octubre regresó a Iowa.
El 21 de febrero de 2024 firmó un contrato de 10 días con los Toronto Raptors, debutando al día siguiente en la NBA ante Brooklyn Nets anotando 3 puntos. Al término del mismo firmó un contrato dual con la franquicia. Fue despedido el 10 de diciembre.

## Estadísticas de su carrera en la NBA

### Temporada regular
| Año     | Equipo  | PJ | PT | MPP | %TC  | %3P  | %TL   | RPP | APP | ROB | TPP | PPP |
| ------- | ------- | -- | -- | --- | ---- | ---- | ----- | --- | --- | --- | --- | --- |
| 2023-24 | Toronto | 4  | 0  | 8.9 | .375 | .250 | .800  | 1.0 | .8  | .3  | .0  | 2.8 |
| 2024-25 | Toronto | 4  | 0  | 8.3 | .143 | .000 | 1.000 | 1.0 | .8  | .5  | .0  | .8  |
| Total   | Total   | 8  | 0  | 8.6 | .267 | .143 | .833  | 1.0 | .8  | .4  | .0  | 1.8 |